# Alejandro Licona
Alejandro Licona Padilla (1953 - ) es un escritor mexicano.
Alejandro Licona es un relevante dramaturgo mexicano que escribe, además de obras de teatro, guiones para cine y televisión. Tiene varios premios a su producción teatral, entre otros el premio "Premio Punto de Partida" y el "Premio Nacional Caridad Bravo Adams" y cinematográfica, entre otros, "Premio Juan Ruiz de Alarcón".

## Biografía
Alejandro Licona nació en la Ciudad de México el 12 de abril de 1953. Cursó estudios de Ingeniería Química en el Instituto Politécnico Nacional. En el año 1972 decide entrar en el Taller de Creación Dramática del centro, que estaba dirigido por Emilio Carballido. Desde 1976 comienza una amplia producción dramática que completa con guiones cinematográficos y para televisión. Ese mismo año obtiene una mención especial en el Concurso Nacional de Guiones Cinematográficos que organiza la Sociedad General de Escritores de México (SOGEM) con su guion La torre acribillada, que había escrito junto a Dante del Castillo. 
En 1980 logra estrenar en Los Ángeles (California, Estados Unidos) su obra Máquina la cual resulta distinguida con el premio "Juan Ruiz de Alarcón". Cuatro años después obtendría una beca para el Centro Mexicano de Escritores en el género de teatro.
En 1987 se hace responsable del Taller de Creación Dramática del Instituto Politécnico Nacional en la facultad de medicina y poco después, en 1990, entra como profesor de "Guion de televisión" en la Escuela de escritores de la Sociedad General de Escritores de México y en la Facultad de Historia de la Universidad Iberoamericana imparte la asignatura de "guion". Para entonces sus obras teatrales tenían reconocimiento entre el público, su obra Guau, vidas de perros había alcanzado las 75 representaciones bajo la mano directriz de Juan Silva López.
En 1995 es titular del Taller de Comedia en el Centro de Capacitación de Escritores de Televisa. Dos años después, cuando cumple su 25 aniversario como escritor, el espectáculo Macarenazo que había escrito en colaboración con Tomás Urtusástegui bajo la dirección de Jaime Estévez, alcanza las 200 representaciones en el foro Coyoacanense.

## Su obra
Alejandro Licona es un escritor prolífico, claramente inclinado a la dramaturgia ya que ha escrito 52 piezas teatrales que han gozado de buena aceptación por parte del público. Al teatro le ha añadido su obra para la pequeña y gran pantalla. Ha desarrollado una actividad de escritura de guiones muy prolifera y ha participado como docente en diversos centros reconocidos y en la empresa televisiva Televisa. En sus obras se inclina hacia la comedia y la crítica social.
En unas declaraciones efectuadas a la revista Escritores del cine mexicano sonoro Licona explicó que, aparte de las ganancias económicas que puede suponer el realizar trabajos para la gran pantalla y la televisión, el hecho de: 

«...contar una historia básicamente con imágenes y dar un mensaje (...) de algún modo, se siente uno privilegiado de poder escribir para el cine (...) es una necesidad del escritor; como diría Cortázar "sacar el demonio que trae uno adentro y pasárselos a los demás a ver que hacen con él".»

### Teatro
- Huélum o cómo pasar matemáticas sin problemas (1971).
- El diablo en el jardín (1976).
- Cuentas por cobrar (1979).
- Guau, vidas de perros (1982).
- La abuelita de Batman.
- Raptóla, violóla y matóla (1987).
- El espectáculo Macarenazo (1996).
- Máquina (1980).
- La mujer que trajo la lluvia.
- Se llama Marina y vive en el pantano.
- El Rey no muerde.
- La Tamalera Diabólica
- La Salvaja
- El líder

### Cine y televisión
- Que no quede huella, de la serie Entre vivos y muertos para canal 13 de México (1994).
- La torre acribillada (1976).
- La amenaza roja (1985) para Canal 11 de México.
- ¿Qué nos pasa? (1986) para Canal 2 de México.
- Varias historias de la serie La hora marcada (1989) para el Canal 2 de México.
  - Dos nacos en el planeta de las mujeres (1989).
  - Un macho en la casa de citas / La coronela y sus muchachas (1989).
  - Mátenme porque me muero / La noche de los insepultos (1989).
  - Perseguida / Testigo de un crimen (1989).
  - Un macho en el hotel / El hotelito de los horrores (1990).
  - Mujer de cabaret / Night club (1990).
- Peló gallo (1990).
- Cazafantasmas a la mexicana (1991).
- Santo santón (1993).
- Morir por tu amor (1994).
- Hasta que el dinero nos separe (2010).

### Otras publicaciones
- Antología. Teatro mexicano del siglo XX.1900-1988. Catálogo de obras teatrales (en colaboración) (1989).

## Premios y galardones
- 1976. Mención especial en el Concurso Nacional de Guiones Cinematográficos, convocado por la Sociedad General de Escritores de México (SOGEM), con el guion La torre acribillada.
- 1980. Premio Juan Ruiz de Alarcón por Máquina.

- 1976. Premio Punto de Partida por la obra El diablo en el jardín.
- 1982. Premio de teatro infantil Concepción Sada por Guau, vidas de perros
- 1994. Premio Nacional Caridad Bravo Adams por el mejor guion policiaco para televisión, Que no quede huella.
- 2002. Premio Ricardo López Aranda de Santander (España), por  La santa perdida.